# Martín Anselmi
Martín Rodrigo Anselmi (Buenos Aires, 11 de julio de 1985) es un entrenador de fútbol argentino. Actualmente está sin club.

## Primeros años
Anselmi jugó fútbol juvenil en Ferro Carril Oeste. También se graduó en periodismo en DeporTEA en Buenos Aires, pero nunca ejerció la profesión.

## Trayectoria

### Como asistente técnico
Anselmi comenzó su carrera en la cantera de Excursionistas en 2015 y tuvo un breve paso por la CAI antes de ser invitado por Gabriel Milito a unirse a su cuerpo técnico en Independiente en 2016.
En 2017, se unió a Atlanta como asistente de Francisco Berscé. Al año siguiente, se mudó al exterior y fue nombrado encargado del equipo de reserva de la Universidad Católica de Ecuador.
En 2019, luego de un breve paso por el Real Garcilaso de Perú, regresó a Ecuador y se convirtió en asistente de Miguel Ángel Ramírez en Independiente del Valle donde se consagró campeón de la Copa Sudamericana 2019. Siguió a Ramírez al Internacional de Brasil, pero dejó el club el 11 de junio, cuando el entrenador fue despedido.

### Como entrenador

#### Unión La Calera
El 17 de diciembre de 2021, fue nombrado entrenador de Unión La Calera de la Primera División de Chile para la siguiente campaña en el ámbito nacional y la Copa Sudamericana 2022. Tras una mala campaña a nivel local, con el equipo en la última ubicación tras 11 fechas, el 25 de abril de 2022 se anunció su salida de la banca calerana.

#### Independiente del Valle
El 30 de mayo de 2022, fue anunciado su regreso a Independiente del Valle, esta vez como director técnico, tras la salida de Renato Paiva.El 1 de octubre de 2022, ganó su primera Copa Sudamericana con Independiente del Valle, después de vencer al São Paulo Futebol Clube por un marcador de 2-0. Con este resultado, se convirtió en el segundo entrenador en conseguir un título internacional para el conjunto ecuatoriano, hazaña conseguida anteriormente por el español Miguel Ángel Ramírez.
El 8 de noviembre de 2022, obtuvo su segundo título con Independiente del Valle, después de vencer por un marcador de 3-1 al 9 de Octubre Fútbol Club. De esta manera, el club ecuatoriano conquistó su primera Copa Ecuador.
El 11 de febrero de 2023, obtuvo su tercer título con Independiente del Valle, después de vencer por un marcador de 3-0 a la Sociedad Deportiva Aucas, consiguiendo la primera Supercopa de Ecuador para el conjunto negriazul.El 28 de febrero de 2023 logró la Recopa Sudamericana con Independiente del Valle al vencer al Flamengo de Brasil en la serie de penales (5 a 4) en el mítico estadio Maracaná.
Asimismo, llevó al club a la final del Campeonato Ecuatoriano al terminar primero en la primera etapa, asegurando así su también participación en la Copa Libertadores del año siguiente. El 17 de diciembre, se enfrentó a Liga de Quito, ganador de la segunda etapa, donde cayó derrotado en la tanda de penales con un marcador de 3-0.Luego del encuentro, dejó su cargo como entrenador.

#### Cruz Azul
El 20 de diciembre de 2023, fue oficializado como entrenador del Cruz Azul.En su primera temporada, el club terminó en el segundo lugar con 33 puntos y llegó a la final del Clausura donde perdió ante el Club América con un marcador global de 2-1.

#### Porto
El 27 de enero de 2025, dejó su cargo en el fútbol mexicano para asumir al frente del Porto hasta junio de 2027. Sin embargo, el 30 de junio, fue relevado de sus funciones después de una pésima actuación en el Mundial de Clubes.

## Clubes

### Como asistente técnico
| Equipo                  | País      | Período   |
| ----------------------- | --------- | --------- |
| Independiente           | Argentina | 2016      |
| Atlanta                 | Argentina | 2017-2018 |
| Independiente del Valle | Ecuador   | 2019      |
| Internacional           | Brasil    | 2020-2021 |

### Como entrenador
| Equipo                            | Div.                | Temporada           | Liga  | Liga | Liga | Liga | Liga |       | Copa | Copa | Copa | Copa  |    | Internacional | Internacional | Internacional | Internacional | Internacional |   | Otros | Otros | Otros | Otros |    | Totales     | Totales | Totales | Totales | Totales | Totales | Totales | Totales |
| Equipo                            | Div.                | Temporada           | Part. | G    | E    | P    | Pos. | Part. | G    | E    | P    | Part. | G  | E             | P             | Pos.          | Part.         | G             | E | P     | Part. | G     | E     | P  | Rendimiento | GF      | GC      | Dif.    |         |         |         |         |
| --------------------------------- | ------------------- | ------------------- | ----- | ---- | ---- | ---- | ---- | ----- | ---- | ---- | ---- | ----- | -- | ------------- | ------------- | ------------- | ------------- | ------------- | - | ----- | ----- | ----- | ----- | -- | ----------- | ------- | ------- | ------- | ------- | ------- | ------- | ------- |
| Unión La Calera · Chile           | 1.ª                 | 2022                | 11    | 1    | 6    | 4    | Inc. | -     | -    | -    | -    | 4     | 2  | 2             | 0             | Inc.          | -             | -             | - | -     | 15    | 3     | 8     | 4  | 37.78%      | 9       | 15      | -6      |         |         |         |         |
| Unión La Calera · Chile           | Total               | Total               | 11    | 1    | 6    | 4    | -    | -     | -    | -    | -    | 4     | 2  | 2             | 0             | -             | -             | -             | - | -     | 15    | 3     | 8     | 4  | 37.78%      | 9       | 15      | -6      |         |         |         |         |
| Independiente del Valle · Ecuador | 1.ª                 | 2022                | 14    | 9    | 2    | 3    | 3.º  | 10    | 7    | 2    | 1    | 7     | 6  | 1             | 0             | 1.º           | -             | -             | - | -     | 31    | 22    | 5     | 4  | 76.35%      | 54      | 26      | +28     |         |         |         |         |
| Independiente del Valle · Ecuador | 1.ª                 | 2023                | 32    | 17   | 6    | 9    | 2.º  | -     | -    | -    | -    | 8     | 4  | 1             | 3             | 1/8           | 3             | 2             | 0 | 1     | 43    | 23    | 7     | 13 | 58.92%      | 65      | 39      | +26     |         |         |         |         |
| Independiente del Valle · Ecuador | Total               | Total               | 46    | 26   | 8    | 12   | -    | 10    | 7    | 2    | 1    | 15    | 10 | 2             | 3             | -             | 3             | 2             | 0 | 1     | 74    | 45    | 12    | 17 | 66.22%      | 119     | 65      | +54     |         |         |         |         |
| Cruz Azul · México                | 1.ª                 | 2024-C              | 23    | 12   | 5    | 6    | 2.º  | -     | -    | -    | -    | -     | -  | -             | -             | -             | -             | -             | - | -     | 23    | 12    | 5     | 6  | 59.42%      | 30      | 20      | +10     |         |         |         |         |
| Cruz Azul · México                | 1.ª                 | 2024-A              | 21    | 14   | 4    | 3    | 1/2  | -     | -    | -    | -    | 4     | 0  | 4             | 0             | 1/8           | -             | -             | - | -     | 25    | 14    | 8     | 3  | 66.67%      | 48      | 22      | +26     |         |         |         |         |
| Cruz Azul · México                | 1.ª                 | 2025-C              | 2     | 0    | 1    | 1    | Inc. | -     | -    | -    | -    | -     | -  | -             | -             | -             | -             | -             | - | -     | 2     | 0     | 1     | 1  | 16.67%      | 1       | 2       | -1      |         |         |         |         |
| Cruz Azul · México                | Total               | Total               | 46    | 26   | 10   | 10   | -    | -     | -    | -    | -    | 4     | 0  | 4             | 0             | -             | -             | -             | - | -     | 50    | 26    | 14    | 10 | 61.33%      | 79      | 44      | +35     |         |         |         |         |
| Porto Portugal                    | 1.ª                 | 2024-25             | 15    | 9    | 3    | 3    | 3.º  | -     | -    | -    | -    | 3     | 1  | 1             | 1             | 1/16          | 3             | 0             | 2 | 1     | 21    | 10    | 6     | 5  | 57.14%      | 32      | 25      | +7      |         |         |         |         |
| Porto Portugal                    | Total               | Total               | 15    | 9    | 3    | 3    | -    | -     | -    | -    | -    | 3     | 1  | 1             | 1             | -             | 3             | 0             | 2 | 1     | 21    | 10    | 6     | 5  | 57.14%      | 32      | 25      | +7      |         |         |         |         |
| Total en su carrera               | Total en su carrera | Total en su carrera | 118   | 62   | 27   | 29   | -    | 10    | 7    | 2    | 1    | 26    | 13 | 9             | 4             | -             | 6             | 2             | 2 | 2     | 160   | 84    | 40    | 36 | 60.83%      | 239     | 149     | +90     |         |         |         |         |
| 1. 2. 3. 4.                       |                     |                     |       |      |      |      |      |       |      |      |      |       |    |               |               |               |               |               |   |       |       |       |       |    |             |         |         |         |         |         |         |         |

#### Resumen por competiciones
| Competición                  | Partidos | Ganados | Empatados | Perdidos | %      | Resultado              |
| ---------------------------- | -------- | ------- | --------- | -------- | ------ | ---------------------- |
| Primera División de Chile    | 11       | 1       | 6         | 4        | 27.27% | 16.° lugar             |
| Serie A de Ecuador           | 46       | 26      | 8         | 12       | 62.32% | Subcampeón             |
| Copa Ecuador                 | 10       | 7       | 2         | 1        | 76.67% | Campeón                |
| Supercopa de Ecuador         | 1        | 1       | 0         | 0        | 100%   | Campeón                |
| Liga MX                      | 46       | 26      | 10        | 10       | 63.77% | Subcampeón             |
| Primeira Liga                | 15       | 9       | 3         | 3        | 66.67% | 3.er lugar             |
| Copa Libertadores            | 8        | 4       | 1         | 3        | 54.17% | Octavos de final       |
| Copa Sudamericana            | 11       | 8       | 3         | 0        | 81.82% | Campeón                |
| Leagues Cup                  | 4        | 0       | 4         | 0        | 33.33% | Octavos de final       |
| Liga Europa de la UEFA       | 3        | 1       | 1         | 1        | 44.44% | Dieciseisavos de final |
| Recopa Sudamericana          | 2        | 1       | 0         | 1        | 50%    | Campeón                |
| Mundial de Clubes de la FIFA | 3        | 0       | 2         | 1        | 22.22% | Fase de grupos         |
| TOTAL                        | 160      | 84      | 40        | 36       | 60.83% | 4 Títulos              |

## Palmarés

### Como segundo entrenador

#### Campeonatos internacionales
| Título            | Equipo                  | Sede     | Año  |
| ----------------- | ----------------------- | -------- | ---- |
| Copa Sudamericana | Independiente del Valle | Asunción | 2019 |

### Como entrenador principal

#### Campeonatos nacionales
| Título               | Equipo                  | Sede      | Año  |
| -------------------- | ----------------------- | --------- | ---- |
| Copa Ecuador         | Independiente del Valle | Quito     | 2022 |
| Supercopa de Ecuador | Independiente del Valle | Latacunga | 2023 |

#### Campeonatos internacionales
| Título              | Equipo                  | Sede           | Año  |
| ------------------- | ----------------------- | -------------- | ---- |
| Copa Sudamericana   | Independiente del Valle | Córdoba        | 2022 |
| Recopa Sudamericana | Independiente del Valle | Río de Janeiro | 2023 |

| Predecesor: Alberto Valentim | Entrenadores campeones de la Copa Sudamericana 2022 | Sucesor: Luis Zubeldía |